# Rhopalomyia baccharis
Rhopalomyia baccharis är en tvåvingeart som beskrevs av Ephraim Porter Felt 1908. Rhopalomyia baccharis ingår i släktet Rhopalomyia och familjen gallmyggor.
Artens utbredningsområde är Kalifornien. Inga underarter finns listade i Catalogue of Life.